# 哈丰角

哈豐角位於索馬里東北部的巴里州 （紅色位置）中部向東突出的位置

哈丰角（阿拉伯语：‎），是非洲大陸的最東點，位於索馬里東北部哈豐半島的頂端，东邻印度洋，目前实际属于邦特兰的管辖下。
哈豐角鄰近瓜達富伊角（非洲大陸第二極東點），哈豐角、瓜達富伊角與索科特拉島之間的水域則為瓜達富伊海峽。
哈豐角與非洲大陸之間由一道長達20.0公里（12.4英哩）、1.0－3.0公里（0.62－1.86英哩）和高於海平面5.0米（16.4呎）的沙洲連接。哈豐角上有一漁村哈豐，位於沙洲以東2.0公里（1.2英哩）。
1930年，意大利人來到哈豐角，於哈豐建造了當時世界最大規模的製鹽廠。於1933/1934年，哈豐鹽廠的產鹽量超過20萬公噸，其中大部分的鹽被運往印度和遠東地區。1941年，英軍於东非战役中破壞了鹽廠。鹽廠的產量因而急劇下降。哈豐鹽廠最終於1950年代結束營運。現在鹽廠的遺址仍矗立在哈豐村的外圍。

## 歷史
於1970年代，一隊由英國考古學家內維爾·奇蒂克帶領的索馬里人-英國人考古隊伍於哈豐角發掘了許多古建築物遺構和遺物，包括古錢幣、古羅馬陶器等。部分小型遺物被考古隊帶回大英博物館，成為館藏。1980年代，另一隊考古隊則於哈豐角發現了屬於公元前一世紀至公元二至五世紀、安息-薩珊時代的陶器。

另外，位於哈豐西部的考古地點出土了屬於公元前1世紀至公元1世紀早期、來自尼羅河流域、近東、波斯和美索不達米亞的陶瓷，其中包括托勒密王國時代的燈器碎片。
哈豐亦有發現一座古代的大墓地。類似的歷史建築物亦有分佈於索馬里其他地區。
約1800年開始，哈豐角由馬吉爾廷蘇丹國管治。1880年代，哈豐角與索馬里其他地區透過多條條約逐漸成為義屬索馬利的一部分。1960年7月1日，義屬索馬利獨立，並且和英屬索馬利蘭合併為索馬里。哈豐角歸屬巴里州哈豐區。
2004年印度洋大地震於2004年12月26日引發大規模海嘯。哈豐角和鄰近的索馬里海岸成為了非洲大陸中受災最嚴重的地區。2005年2月，美國政府為索馬里災區撥款100萬美金作援助。

## 圖廊
- 一座17世紀、位於哈豐的清真寺
- 哈豐其中一座馬吉爾廷蘇丹國的堡壘
- 1911年的索馬里地圖顯示哈豐角（Ras Hafun）（地圖G2位置）當時屬於義屬索馬利
- 1930年代由意大利人建立的哈豐鹽廠[8]
- 位於哈豐角、哈豐漁村外圍的鹽廠遺址

## 外部連結
- About Archaelogy entry on Opone
- Hafun tsunami videos
- BBC article on effects of tsunami（页面存档备份，存于）
- Hermann M. Fritz  and Jose C. Borrero, "Somalia Field Survey after the December 2004 Indian Ocean Tsunami"（页面存档备份，存于）, Earthquake Spectra, Vol. 22, No. S3, pp. S219–S233, June 2006